# Amelia (Louisiana)
Amelia és una població dels Estats Units a l'estat de Louisiana. Segons el cens del 2000 tenia 2.423 habitants.

## Demografia
Segons el cens del 2000, Amelia tenia 2.423 habitants, 766 habitatges, i 549 famílies. La densitat de població era de 355,7 habitants/km².
Dels 766 habitatges en un 38,5% hi vivien nens de menys de 18 anys, en un 55% hi vivien parelles casades, en un 9,9% dones solteres, i en un 28,3% no eren unitats familiars. En el 20,5% dels habitatges hi vivien persones soles el 5,6% de les quals corresponia a persones de 65 anys o més que vivien soles. El nombre mitjà de persones vivint en cada habitatge era de 3,07 i el nombre mitjà de persones que vivien en cada família era de 3,6.
Per edats la població es repartia de la següent manera: un 31,6% tenia menys de 18 anys, un 10,1% entre 18 i 24, un 30,7% entre 25 i 44, un 20,6% de 45 a 60 i un 6,9% 65 anys o més.
L'edat mediana era de 31 anys. Per cada 100 dones de 18 o més anys hi havia 129,5 homes.
La renda mediana per habitatge era de 26.953 $ i la renda mediana per família de 29.063 $. Els homes tenien una renda mediana de 30.313 $ mentre que les dones 16.917 $. La renda per capita de la població era de 9.483 $. Entorn del 29,6% de les famílies i el 32,5% de la població estaven per davall del llindar de pobresa.

## Poblacions més properes
El següent diagrama mostra les poblacions més properes.